# Krzysztof Stachewicz
Krzysztof Marian Stachewicz (ur. 28 października 1966 w Toruniu) – polski filozof, etyk, teolog, historyk, profesor nauk humanistycznych. Jego głównymi obszarami zainteresowań naukowych jest aksjologia, etyka, metaetyka, antropologia filozoficzna, filozofia mistyki.

## Życiorys
Doktorat z filozofii uzyskał w 1999, habilitację w 2006, a tytuł naukowy profesora nauk humanistycznych w 2013. Od roku 2000 związany z Uniwersytetem im. Adama Mickiewicza w Poznaniu, najpierw zatrudniony na stanowisku adiunkta, a następnie profesora nadzwyczajnego (od 2007) i zwyczajnego (od 2015). Kierownik Zakładu Filozofii i Dialogu Wydziału Teologicznego UAM, redaktor naczelny rocznika naukowego „Filozofia Chrześcijańska”. Autor 10 książek, ponad 150 artykułów i rozpraw.

## Publikacje książkowe
2001: W poszukiwaniu podstaw moralności. Tomistyczna etyka prawa naturalnego a etyka wartości Dietricha von Hildebranda, Universitas, Kraków, ISBN 83-7052-586-5
2006: Problem ugruntowania moralności. Studium z etyki fundamentalnej, Wydawnictwo Naukowe Semper, Warszawa, ISBN 83-89100-87-8
2011: Człowiek i jego ethos. Studia – szkice – polemiki z antropologii filozoficznej i etyki, Wydawnictwo WT UAM, Poznań, ISBN 978-83-61884-51-4
2012: Milczenie wobec dobra i zła. W stronę etyki sygetycznej i apofatycznej, Poznań, ISBN 978-83-63266-01-1
2013: Żyć i rozumieć. Szkice o człowieku i moralności, Poznań, ISBN 978-83-63266-97-4
2016: Myśleć prawdę i dobro. W kręgu filozofii, religii i etyki, Poznań, ISBN 978-83-65251-37-4
2019: Doświadczyć prawdziwej rzeczywistości. Prolegomena do filozofii mistyki, t. 1. Filozofia doświadczenia mistycznego, Poznań, ISBN 978-83-66399-06-8
2020: Doświadczyć prawdziwej rzeczywistości. Prolegomena do filozofii mistyki, t. 2. Człowiek wobec doświadczenia mistycznego, Poznań, ISBN 978-83-66399-08-2
2023: Myśleć los człowieka. Studium filozoficzne, Kraków, ISBN 978-83-242-3955-9